# Korejská ústřední televize
Korejská ústřední televize (korejsky 조선중앙텔레비죤, anglicky Korean Central Television, ve zkratce KCTV) je státní televize Severní Koreje. Sídlí v hlavním městě Pchjongjangu. Je součástí státem vlastněného a kontrolovaného Korejského ústředního vysílacího systému. Byla zřízena 1. září 1963, po skončení korejské války. Dne 1. září 1977 začala vysílat v celém svém vysílacím čase barevně.